# (17511) 1992 QN
(17511) 1992 QN est un astéroïde Apollon découvert en 1992.

## Description
(17511) 1992 QN a été découvert le 29 août 1992 à l'observatoire Palomar, situé au nord de San Diego en Californie, par Eleanor Francis Helin et J. Alu.

### Caractéristiques orbitales
L'orbite de cet astéroïde est caractérisée par un demi-grand axe de 1,19 UA, un périhélie de 0,76 UA, une excentricité de 0,36 et une inclinaison de 9,58° par rapport à l'écliptique. Du fait de ces caractéristiques, à savoir un demi-grand axe supérieur à 1 UA et un périhélie inférieur à 1,017 UA, il est classé comme astéroïde Apollon.

### Caractéristiques physiques
(17511) 1992 QN a une magnitude absolue (H) de 17,2 et un albédo estimé à 0,649.